# Medina của Tunis
Medina của Tunis là phố cổ của Tunis, thủ đô của Tunisia. Khu vực đã được UNESCO công nhận là Di sản thế giới từ năm 1979. Medina của Tunis là nơi có khoảng 700 di tích bao gồm cung điện, nhà thờ Hồi giáo, lăng mộ, Madrasa và đài phun nước có niên đại vào triều đại Almohad và Hafsid.

## Lịch sử
Được thành lập vào năm 698 tại khu vực xung quanh Nhà thờ Hồi giáo Al-Zaytuna, Medina của Tunis phát triển trong suốt thời kỳ Trung Cổ. Trục chính của khu vực này là từ Nhà thờ Hồi giáo đến trung tâm chính quyền ở phía tây Kasbah. Về phía đông, trục chính này cũng kéo dài đến cổng Bab el Bhar. Mở rộng về phía bắc và nam chia Medina chính thành hai vùng ngoại ô là Bab Souika ở phía bắc và Bab El Jazira ở phía nam.
Trước thời Almohad, các thành phố khác là Mahdia và Kairouan cũng từng là thủ đô. Dưới thời cai trị của Almohad, Tunis trở thành thủ đô của khu vực Ifriqiya. Dưới triều đại Hafsid